# 山口俊一

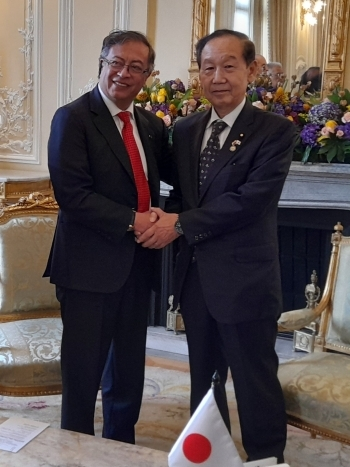
総理特使としてグスタボ・ペトロ・コロンビア共和国大統領と会談する山口(2022年、ボゴタにて)

山口 俊一（やまぐち しゅんいち、1950年〈昭和25年〉2月28日 - ）は、日本の政治家。自由民主党所属の衆議院議員（12期）。
内閣府特命担当大臣（消費者及び食品安全）（第3次安倍内閣）、内閣府特命担当大臣（沖縄及び北方対策、科学技術政策、宇宙政策）（第2次安倍改造内閣・第3次安倍内閣）、内閣総理大臣補佐官（地方再生担当）（麻生内閣）、財務副大臣（第2次安倍内閣） 、総務副大臣（第1次小泉第2次改造内閣・第2次小泉内閣）、郵政政務次官（第1次橋本内閣）、衆議院議院運営委員長、衆議院政治倫理確立・公選法改正特別委員長、衆議院決算行政監視委員長、衆議院財務金融委員長、徳島県議会議員（4期）などを歴任した。

## 来歴

### 生い立ち
徳島県三好郡池田町（現・三好市池田町）生まれ。徳島県立城南高等学校、青山学院大学文学部卒業。パリ第4大学留学中に政治を志し、1974年に同大学を中退。

### 政界入り
1975年4月に徳島県議会議員選挙に出馬し、初当選。以後連続4期務める。
1990年2月の第39回衆議院議員総選挙の徳島県全県区（定数5）において、自由民主党は、現職の後藤田正晴、山口、元参議院議員の久次米健太郎の長男の久次米圭一郎の3人に公認を出した。後藤田がトップ当選を果たし、山口は得票数3位で初当選。久次米は落選した。当選後は中曽根派に属する。小選挙区制導入後は徳島2区から出馬している。
1994年6月29日の首班指名選挙では自民党は党議拘束により日本社会党委員長の村山富市への投票を決定していたが、山口は旧連立与党側が擁立した元首相の海部俊樹に投票し、造反した。2015年2月16日、衆議院本会議で永年在職表彰を受けた際の挨拶において、この村山が選出された首班指名に言及している。2003年、第1次小泉再改造内閣で総務副大臣に任命される。地方自治を担当し、第2次小泉内閣まで務める。

### 郵政民営化法案に造反
2005年7月5日の郵政国会では、衆議院本会議における郵政民営化法案の採決で党の方針に反し、反対票を投じる。このため、2005年の第44回衆議院議員総選挙では自民党の公認を得られず、無所属での出馬を余儀なくされた。自民党本部は、刺客候補として七条明に公認を与えた。だが、七条や民主党公認の高井美穂らを破り、6選。当選後、再提出された法案に対しては一転して賛成票を投じた。
2006年11月27日、復党届及び誓約書を提出。12月4日に党紀委員会で復党が認められ、自民党に復党。

### 自由民主党復党後

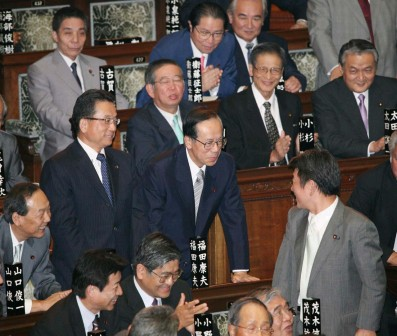
2007年9月25日、衆議院により内閣総理大臣に指名された福田康夫（中央）を他の議員らとともに祝福

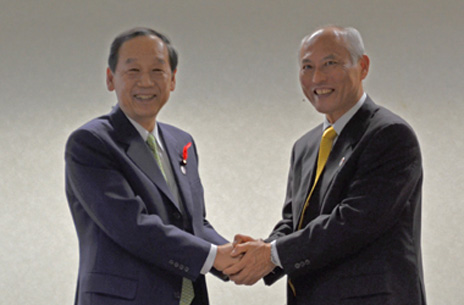
2014年10月22日、情報通信研究機構本部にて東京都知事舛添要一（右）と

1998年12月から無派閥を通してきたが、かねてから親交のあった麻生太郎が為公会を旗揚げした際、結成に参加し、以後は麻生派に所属。自民党復党後、徳島2区の候補者選定をめぐり山口、比例復活した七条の2人で公認候補の座を争っていたが、2008年2月に自民党選対委員長の古賀誠が七条の処遇を後回しした上で、山口を徳島2区の自民党公認候補に内定した。
2008年9月、麻生内閣で内閣総理大臣補佐官（地方再生担当）に起用された。2009年の第45回衆議院議員総選挙では徳島2区から出馬し、前回は比例復活で当選した民主党の高井美穂に敗れるも、比例四国ブロックで復活した。
2012年自由民主党総裁選挙では、麻生派所属ながら石破茂を支持したが、石破は麻生が支持する安倍晋三元首相に敗れた。安倍総裁の下で幹事長に就任した石破の推挙により、選挙対策局長代理に起用される。同年の第46回衆議院議員総選挙では、徳島2区で民主党の高井に比例復活すら許さず、8選。選挙後に発足した第2次安倍内閣で財務副大臣に任命される（2013年9月に退任）。
2014年9月、第2次安倍改造内閣で内閣府特命担当大臣（沖縄及び北方対策・科学技術政策・宇宙政策）に任命され、当選8回で初入閣した。併せて「情報通信技術（IT）による産業・社会構造の変革を円滑に推進するため企画立案及び行政各部の所管する事務の調整」「再チャレンジ可能な社会を構築するための施策を総合的に推進するため企画立案及び行政各部の所管する事務の調整」「日本が誇る文化の国際展開を図るため企画立案及び行政各部の所管する事務の調整」を担当する国務大臣に任命された。同年の第47回衆議院議員総選挙では、徳島2区で9選。2014年12月、第3次安倍内閣の発足に伴い、新たに内閣府特命担当大臣（消費者及び食品安全）の補職辞令を受けた。2015年10月7日、第3次安倍第1次改造内閣の発足に伴い、内閣府特命担当大臣を退任した。2015年10月11日、自民党徳島県連会長に就任。
2017年の第48回衆議院議員総選挙では徳島2区で10選。
2021年、徳島1区の自民現職である後藤田正純と山口が会長を務める県連所属の県議らが対立。5月には県連が後藤田の非公認を党本部に申し入れ、徳島県知事の飯泉嘉門に一時立候補要請するも、逆に後藤田と連携して三木亨参議院議員が知事選出馬に意欲を見せると一転して飯泉に対して衆院選に立候補せず知事に留まるように求めるなど、混乱が続いた。山口は一連の混乱の「責任を取りたい」として衆院選に先立つ10月6日の緊急常任総務会で辞任を表明し受理された。後任の県連会長には杉本直樹県議が就いた。
2021年10月31日、第49回衆議院議員総選挙で11選。第206回国会（特別国会）にて衆議院議院運営委員会委員長に選任。連続３期を務めたがこれは戦後衆議院では初。
2024年9月12日、自民党総裁選挙が告示され、9人が立候補した。山口は同じ麻生派の河野太郎ではなく、上川陽子の推薦人に名を連ねた。投票日前日の9月26日夜、麻生派幹部6人は都内のホテルに集まり、決選投票に高市早苗が残った場合は高市を支持する方針を決定した。会長の麻生太郎はさらに踏み込み、河野などの陣営に入っていた派閥メンバーに対し、側近議員を通じて「1回目の投票から高市に入れろ」と指示を飛ばした。同日22時半頃、産経新聞は、麻生が1回目の投票から高市を支援するよう自派閥の議員に指示を出したことをスクープした。9月27日総裁選執行。麻生は昼頃まで、自派閥で他候補の推薦人に名を連ねる議員にまで電話をかけ「1回目から高市で頼む」と訴えた。高市は1回目の議員投票で、報道各社の事前調査での30～40票を大きく上回る72票を獲得した。党員数と合わせた得票数は1位だったが、決選投票で石破茂に敗れた。山口は徳島新聞の取材に対し、決選投票では石破に投じたと明かした。
10月27日、第50回衆議院議員総選挙では、徳島2区に無所属で立候補した前知事の飯泉に迫られるもこれを破り12選。

## 政策・主張

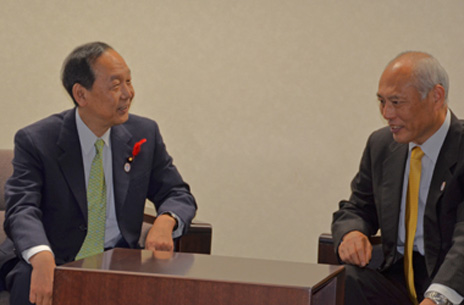
2014年10月22日、情報通信研究機構本部にて東京都知事舛添要一（右）と

### 憲法改正
- 憲法改正について、2012年には反対していたが[21]、2014年には「どちらとも言えない」としており[22]、2017年には賛成している[23]。
- 集団的自衛権を禁じた政府の憲法解釈について「見直すべきだ」としている[21]。

### 消費税増税
- 2012年の時点で、消費税を2014年4月に8%、2015年10月に10%まで引き上げる法律が成立したことについて「引き上げは必要だが、時期は先送りすべきだ」と回答している[21]。
- 2014年の時点で、「2017年4月に消費税率を10%に引き上げるべきだ」と回答している[22]。
- 2017年の時点で、消費税を2019年10月に10%に引き上げることについて「賛成」と回答している[23]。

### 受動喫煙問題
- 2011年に労働安全衛生法の改正案として「受動喫煙防止」が検討されたことについて、「『受動喫煙の防止』などという項目はこれまでまったくなかった。こんなものをこっそり法律の中に差し込むなら、改正案ではなくて『禁煙法』という新しい法律で出すべき」として、断固反対の立場を示した[24]。
- 2013年10月16日発刊の『愛煙家通信』おいて、山口が「税金をいただいている財務省は反喫煙ではありません」「神奈川県のような受動喫煙防止条例を施行させている自治体には、たばこ税からの財源を渡すなという気持ちでいます」と回答したインタビュー記事が掲載された。後日、この発言が問題視され、日本禁煙学会から「財務副大臣の公職者として、自治体行政に介入する発言は越権」として抗議文が寄せられた[25]。
- 2013年11月5日の自由民主党たばこ特別委員会の総会にて、昨今の受動喫煙防止対策について、「日ごろ、（喫煙者に対し）ある意味魔女狩り的な雰囲気がある」「民主主義国家としていかがなものかなと思うような事態が散見をされる。そういったものに対してしっかり声を上げていく」等と述べた[26]。
- 2017年2月9日の厚生労働部会において、古川俊治や自見英子が「喫煙によるガンで15000人死んだというエビデンスがある」と主張した際、山口は「ダイオキシンでも15000人も死んでいない。本当に15000人も死んでいるのであれば、何故厚労省は即座に禁止しないのか」と反論した[27]。
- 2017年に厚生労働省が発表した受動喫煙防止を目的とした健康増進法改正案について、「自由主義国家としてやってよいことなのかという大きな疑問を持っています」「これからの社会は『分煙社会』でいくのが良いであろう」等と述べ、原則禁煙を軸とした法案に反対した[28]。
- 2020年の健康増進法改正成立以降、東京都などの一部自治体が受動喫煙防止を目的とした上乗せ条例を制定したことについて、「喫煙者排除を企図した規制」「過度な喫煙規制」と称して批判している[29]。

### その他
- 原発は日本に必要[30]。
- 首相の靖国神社参拝は問題ない[30]。
- ヘイトスピーチを法律で規制することに賛成[30]。
- 選択的夫婦別姓制度の導入に「賛成」[31]。選択的夫婦別氏制度を早期に実現する議連の顧問。

## 発言

### 「補正予算（編成）を考えたい」
2009年1月31日、徳島県徳島市の会合にて、内閣総理大臣補佐官である山口が「麻生太郎首相が5月にも平成21年度補正予算案の編成を検討している。景気が底抜けのときに（衆議院）解散はできない。（21年度）補正予算を考えたい」と発言した。しかし、2009年度本予算案の国会審議すら始まっていない時期だったため、与野党から批判が相次ぐ事態となった。同年2月2日、衆議院予算委員長の衛藤征士郎も「21年度本予算の審議に入っていない段階の発言で、極めて不見識だ」と指摘し、衆議院予算委員会理事会は山口を理事会に呼び出し謝罪させることを決定した。
翌日、山口は衆議院予算委員会理事会に出席し、「（予算案の審議中という）大事な時期に大変不適切な発言をして申し訳ない」と述べて謝罪し、衛藤予算委員長から「補佐官は内閣の重鎮。緊張感を持って職務に精励されたい」との注意が言い渡され、野党側も山口の謝罪を受け入れたため同日審議が再開された。

### 「世論高まれば沖縄独立を検討」
2014年9月17日、報道各社のインタビューで、イギリスからの独立の是非を問うスコットランドの住民投票に関連し、一部の沖縄県民が主張している沖縄の日本からの独立について「今のところ現実味は全くない」「（住民投票の可能性は）全く想定していない」と指摘し、スコットランドの住民投票が沖縄に与える影響について「歴史的背景も置かれた状況も全く違う。あまり影響はない」と述べた上で、「（独立が）もっと沖縄の世論としてあれば、（政府も）ちょっと検討しないといけないが、今のところそういう話は聞いていない」と発言した。

## 不祥事

### 西松建設からの政治献金
日本共産党の機関紙であるしんぶん赤旗の報道によれば、準大手ゼネコンの西松建設から、同社のOBらが代表を務める政治団体から計200万円の政治献金を受け取っていた。麻生内閣で首相補佐官を務めていた山口は報道を受け、返還の意向を河村建夫内閣官房長官に伝え、受け取った政治献金を返還した。

## 人物
- 喫煙者であり[24]、超党派の愛煙家国会議員からなる議員連盟「もくもく会」の顧問を務めている[37]。
- 2014年の第186回国会において、大臣、副大臣、政務官、補佐官、議長、副議長、委員長のいずれの要職にもついていなかったのみならず、質問、議員立法、質問主意書提出のいずれもなかったことが指摘された[38][39]。
- 花粉症で、1995年に「花粉症等アレルギー症対策議員連盟（ハクション議連）」を設立している[40]。
- 弟は河合塾、東進衛星予備校で物理講師を勤めていたやまぐち健一である[41]。

## 選挙歴
| 当落 | 選挙                     | 執行日         | 年齢 | 選挙区       | 政党       | 得票数    | 得票率 | 定数 | 得票順位 /候補者数 | 政党内比例順位 /政党当選者数 |
| ---- | ------------------------ | -------------- | ---- | ------------ | ---------- | --------- | ------ | ---- | ------------------ | ---------------------------- |
| 当   | 1975年徳島県議会議員選挙 | 1975年4月13日  | 25   | ーー         | ーー       | ーー票    | ーー   | ー   | ー/ー              | /                            |
| 当   | 1979年徳島県議会議員選挙 | 1979年4月8日   | 29   | ーー         | ーー       | ーー票    | ーー   | ー   | ー/ー              | /                            |
| 当   | 1983年徳島県議会議員選挙 | 1983年4月10日  | 34   | ーー         | ーー       | ーー票    | ーー   | ー   | ー/ー              | /                            |
| 当   | 1987年徳島県議会議員選挙 | 1987年4月12日  | 38   | ーー         | ーー       | ーー票    | ーー   | ー   | ー/ー              | /                            |
| 当   | 第39回衆議院議員総選挙   | 1990年02月18日 | 39   | 徳島県全県区 | 自由民主党 | 5万8722票 | 12.45% | 5    | 3/9                | /                            |
| 当   | 第40回衆議院議員総選挙   | 1993年07月18日 | 43   | 徳島県全県区 | 自由民主党 | 6万52票   | 13.56% | 5    | 2/9                | /                            |
| 当   | 第41回衆議院議員総選挙   | 1996年10月20日 | 46   | 徳島2区      | 自由民主党 | 8万6663票 | 73.01% | 1    | 1/3                | /                            |
| 当   | 第42回衆議院議員総選挙   | 2000年06月25日 | 50   | 徳島2区      | 自由民主党 | 7万6746票 | 52.73% | 1    | 1/3                | /                            |
| 当   | 第43回衆議院議員総選挙   | 2003年11月09日 | 53   | 徳島2区      | 自由民主党 | 7万2116票 | 51.40% | 1    | 1/3                | /                            |
| 当   | 第44回衆議院議員総選挙   | 2005年09月11日 | 55   | 徳島2区      | 無所属     | 6万2582票 | 39.55% | 1    | 1/4                | /                            |
| 比当 | 第45回衆議院議員総選挙   | 2009年08月30日 | 59   | 徳島2区      | 自由民主党 | 6万8430票 | 43.91% | 1    | 2/3                | /                            |
| 当   | 第46回衆議院議員総選挙   | 2012年12月16日 | 62   | 徳島2区      | 自由民主党 | 6万8526票 | 55.74% | 1    | 1/3                | /                            |
| 当   | 第47回衆議院議員総選挙   | 2014年12月14日 | 64   | 徳島2区      | 自由民主党 | 8万5979票 | 74.14% | 1    | 1/2                | /                            |
| 当   | 第48回衆議院議員総選挙   | 2017年10月22日 | 67   | 徳島2区      | 自由民主党 | 8万1616票 | 70.96% | 1    | 1/3                | /                            |
| 当   | 第49回衆議院議員総選挙   | 2021年10月31日 | 71   | 徳島2区      | 自由民主党 | 7万6879票 | 59.50% | 1    | 1/3                | /                            |
| 当   | 第50回衆議院議員総選挙   | 2024年10月27日 | 74   | 徳島2区      | 自由民主党 | 5万5830票 | 43.86% | 1    | 1/4                | /                            |

## 所属団体・議員連盟
- 花粉症対策議員連盟（会長）[42]
- 自民党たばこ議員連盟（会長）[43]
- 自由民主党たばこ特別委員会（顧問）[44]
- もくもく会（顧問）[37]
- 日本会議国会議員懇談会[45]
- 神道政治連盟国会議員懇談会[45]
- 創生「日本」[45]
- 日韓議員連盟（常任幹事）
- みんなで靖国神社に参拝する国会議員の会[45][46]
- 北京オリンピックを支援する議員の会
- 選択的夫婦別氏制度を早期に実現する議連（顧問）
- TPP交渉における国益を守り抜く会